# Аделькино
Аде́лькино (рос. Аделькино, башк. Аделькин) — село у складі Белебеївського району Башкортостану, Росія. Входить до складу Єрмолкинської сільської ради.
Населення — 304 особи (2010; 281 в 2002).
Національний склад:
- чуваші — 90 %